# Kappa m/1849
Kappa m/1849 var en kappa som användes inom försvarsmakten (dåvarande krigsmakten).

## Utseende
Denna kappa är av mörkblått kläde och svart foder samt är försedd med två knapprader om fem knappar vardera.

## Användning
Kappan bars av generalitetet samt generalstaben och utgick 1912 men fick bäras vid trupp som helhet hade Kappa m/1906 i ytterligare några år.